# وطى المروج
وطى المروج هي إحدى القرى اللبنانية من قرى قضاء المتن في محافظة جبل لبنان.
وأغلب سكانها من المسيحيين